# Freezepop
Freezepop es un grupo musical estadounidense de electropop/synth pop formado en la ciudad de Boston durante el año 1999, formada originalmente por Liz Enthusiasm en la voz, The Duke of Pannekoeken (pseudónimo de Kasson Crooker) en programación y Sean T. Drinkwater en coros, sintetizadores y vocoder. Actualmente está formada por Liz Enthusiasm, Sean T. Drinkwater, Robert John «Bananas» Foster y Christmas Disco-Marie Sagan.
La banda comenzó realizando producciones para juegos de video de PlayStation 2 en donde se incluyen varias de sus canciones tales como Science Genius Girl en FreQuency, Get Ready 2 Rokk en Guitar Hero, Super-Sprøde en Amplitude y Less Talk More Rokk en Guitar Hero II y Rock Band Unplugged. Algunas de sus canciones también aparecen en el videojuego Neon FM.
En 2001, ganan el Premio a la mejor banda nueva en los American Synthpop Awards y un año después reciben el Premio a la mejor banda de los Estados Unidos.
El grupo, además de componer sus temas musicales en inglés, idioma nativo de sus integrantes, realizó dos canciones: Tenisu no Boifurendo y Parlez-vous Freezepop? en japonés y francés respectivamente.

## Miembros
Uno de sus miembros The Duke of Pannekoeken fue previamente conocido bajo el nombre de "el Duque de manzanas acarameladas", mucho antes era llamado también como "el Duque de gofres belgas". Pannekoeken significa literalmente en neerlandés: panqueques. Actualmente se encuentra trabajando en otro proyecto musical al que llama Symbion Project y fue además uno de los miembros del grupo de rock alternativo Splashdown.
El otro Sean T. Drinkwater es un clon del original Sean T. Drinkwater, con quién estuvo trabajando en su primer grupo de synthpop denominado Lifestyle, su carrera solista la hace bajo el nombre de Karacter y su banda de heavy metal se llama Godclaw.
Aparte de cantar, Liz Entusiasmo se encarga del diseño de las carátulas de los discos de la agrupación, también se dedica al diseño y mantenimiento de la página web oficial del grupo.

## Discografía

### Álbumes
- Freezepop Forever (2000)
- Fashion Impression Function (2001)
- Fancy Ultra Fresh (2004)
- Future Future Future Perfect (2007)
- Imaginary Friends (2010)

### EP
- The Orange EP (1999)
- The Purple EP (1999)
- Fashion Impression Function (2002)
- Hi-Five My Remix (2003)
- Bike Thief (12") (2003)
- Dancy Ultra•Fresh (12") (2005)
- Rokk (2006)